# Рокачевский, Афанасий Ефимович
Рокачевский Афанасий Ефимович (укр. Рокачевський Опанас Юхимович) (1830—1901) — русский художник-портретист, академик живописи Академии художеств, педагог, основатель общедоступной рисовальной школы, один из ведущих художников Киева конца XIX века.

## Биография
Родился в Рославле в небогатой мещанской семье. Первоначальное образование получил в уездном училище Рославля, а первые художественные навыки — в частной рисовальной школе в Смоленске.
В 1852 году без всяких средств, надеясь только на свои способности, отправился в Петербург, где стал вольноприходящим учеником в Императорской Академии художеств. Учился в классе профессора Ф. А. Бруни.
В 1854 году  написал портрет своего земляка и приятеля по Академии — будущего известного скульптора Михаила Микешина. Впоследствии Рокачевский женился на его родной сестре.

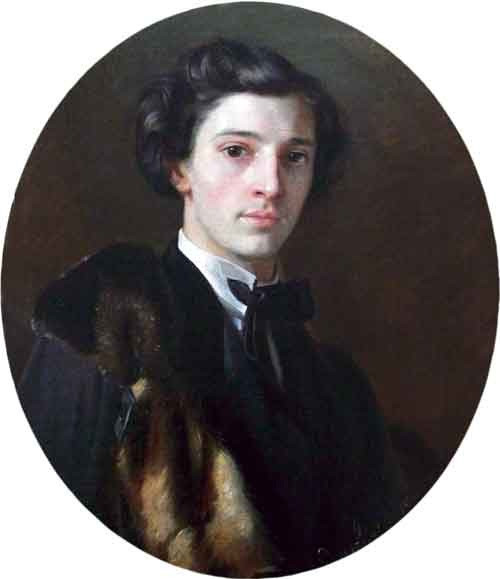
Портрет М. О. Микешина

В году учёбы он пишет ряд портретов представителей Смоленского пехотного полка: капитанов, поручика, подпоручика, штаб-офицера, военного врача и священника.
В 1857 году окончил Академию со званием неклассного художника и вернулся в родной город. В 1857—63 годах он работал в Рославле: писал портреты по заказам земляков. В 1860 году принял участие в академической выставке и за работу «Портрет матери» (1860 г., в коллекции Эрмитажа) был  удостоен звания академика живописи.
Подарил храму Рождества Пресвятой Богородицы города Рославля две иконы своей работы — Спасителя и Божьей Матери.
В 1863 году вместе с семьёй Рокачевский переехал в Киев, где жил до самой смерти, однако связи с родным городом не прерывал. В Киеве он проживал по адресу Бехтеревский переулок, дом 6, зарабатывая на жизнь выполнением заказных работ и писанием икон.

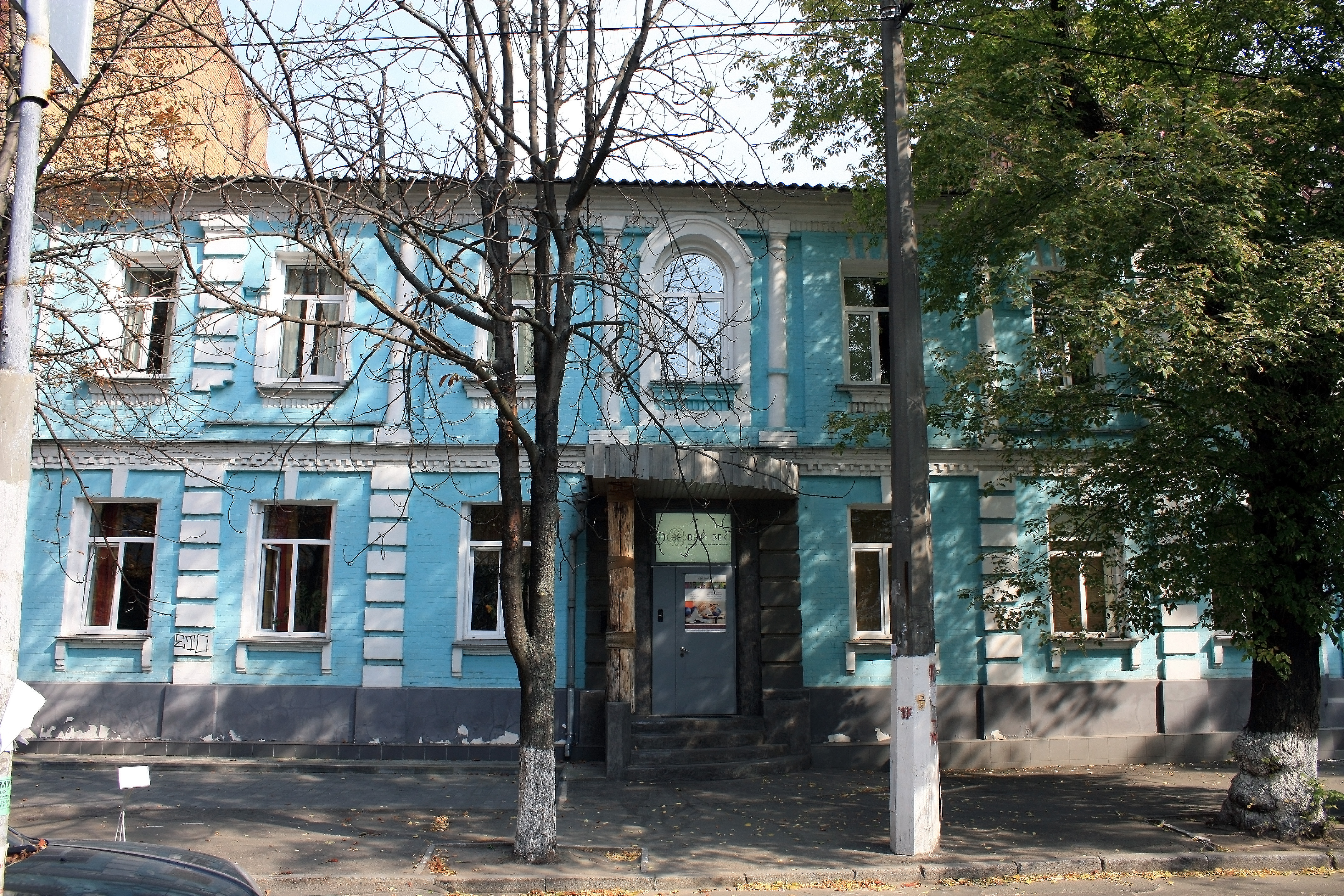
Дом, в котором проживала семья Рокачевских в Киеве

C 1860 года возглавлял иконописную школу Киево-Печерской лавры. На 1870 год в ней было 18 учеников, которых обучал художник Павел Сорокин, впоследствии перешедший в Московское училище живописи, ваяния и зодчества. Школа располагалась на улице Ивана Мазепы в доме № 6, бывшей усадьбе Ипсиланти. В 1807—1816 годах в этом доме жил с семьёй Константинос Ипсиланти — господарь Молдовы и Валахии, участник греческого антитурецкого освободительного движения. В 1833 году усадьбу приобрела лавра.
В Киево-Печерской лавре им была основана общедоступная рисовальная школа, в которой он преподавал, передавая свою технику начинающим художникам. В середине 1860-х годов выполнил образа Святого Николая и еще трёх святых для Часовни Святого Николая, возведённой при въезде на Николаевский цепной мост. Автор 11 икон для храма равноапостольной святой Марии Магдалины при Фундуклеевской женской гимназии.
Член Киевского товарищества художественных выставок. Участвовал в академических выставках разных лет. В 1869 году выставлял на выставке портрет И. И. Микешиной, в 1887 году — портрет академика скульптуры М. А. Чижова, в 1889 году выставил две работы — «Осенние фрукты» и «Портрет дочери» («В своем саду»).
В начале 1890-х годов на Каслинском заводе по его модели отливался настенный рельеф-икона «Образ Спаса Нерукотворного». Модель была заказана Рокачевскому писателем Ф. Н. Фальковским, который и предоставил её для небольшого тиражирования на завод.
Скончался в январе 1901 года. В некрологе, появившемся в газете «Киевлянин» от 14 января 1901 года, говорилось:
Вчера скончался академик живописи А. Е. Рокачевский. В Киеве он занимался преимущественно портретной и иконописной живописью, и по России разбросано много портретов его работы. Из более известных портретов упоминаем портрет княгини М. К. Тенишевой, профессора Рахманова, графа Бобринского и др. Покойный принимал деятельное участие в работе общедоступной рисовальной школы, преподавал во многих учебных заведениях Киева. Среди знакомых и учеников покойного о нём сохранились самые лучшие воспоминания как о прекрасном и правдивом человеке, не умевшем входить в сделки с совестью и не податливом на компромиссы.
А. Е. Рокачевский был похоронен в ограде Покровского монастыря. В 1923 году кладбище было закрыто, а в 1940—1950-х годах уничтожено.

## Художественное наследие
Работы художника Рокачевского хранятся в Эрмитаже, Русском музее, Рославльском историко-художественном музее, Смоленском музее-заповеднике, Елецком городском краеведческом музее, музее-панораме «Бородинская битва», Омском музее изобразительных искусств имени М. А. Врубеля,
Екатеринбургском музее изобразительных искусств, Днепропетровском музее, Национальном художественном музее Украины, Национальном художественном музее Республики Беларусь.

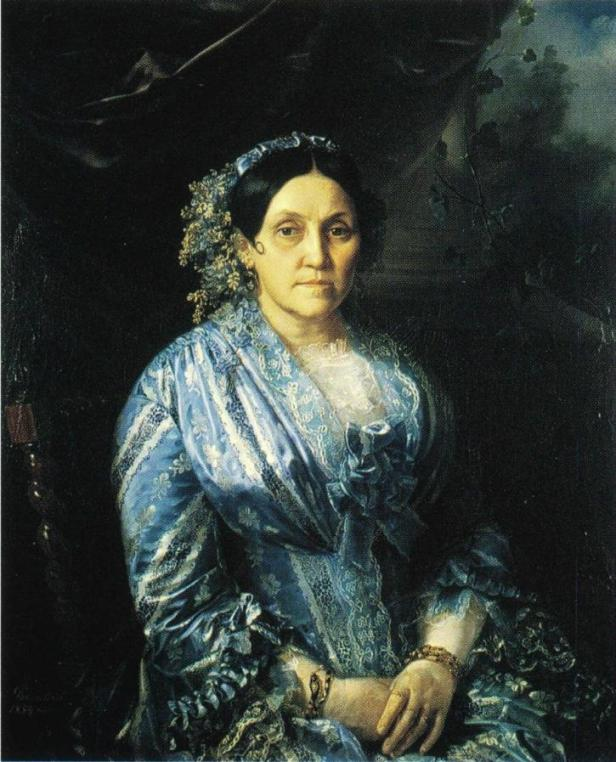
Портрет женщины. 1854
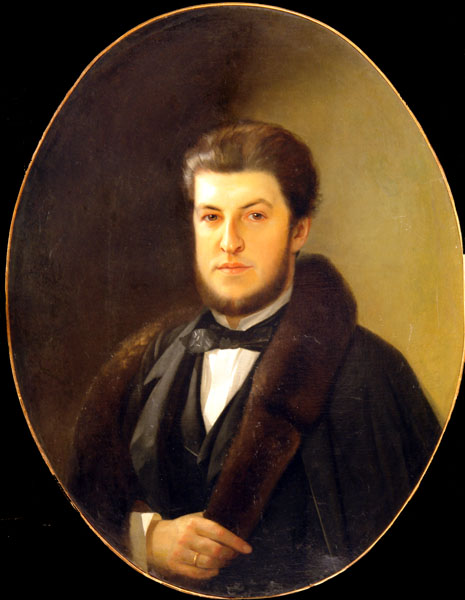
Князь А. А. Салтыков-Головкин. 1850-е гг.
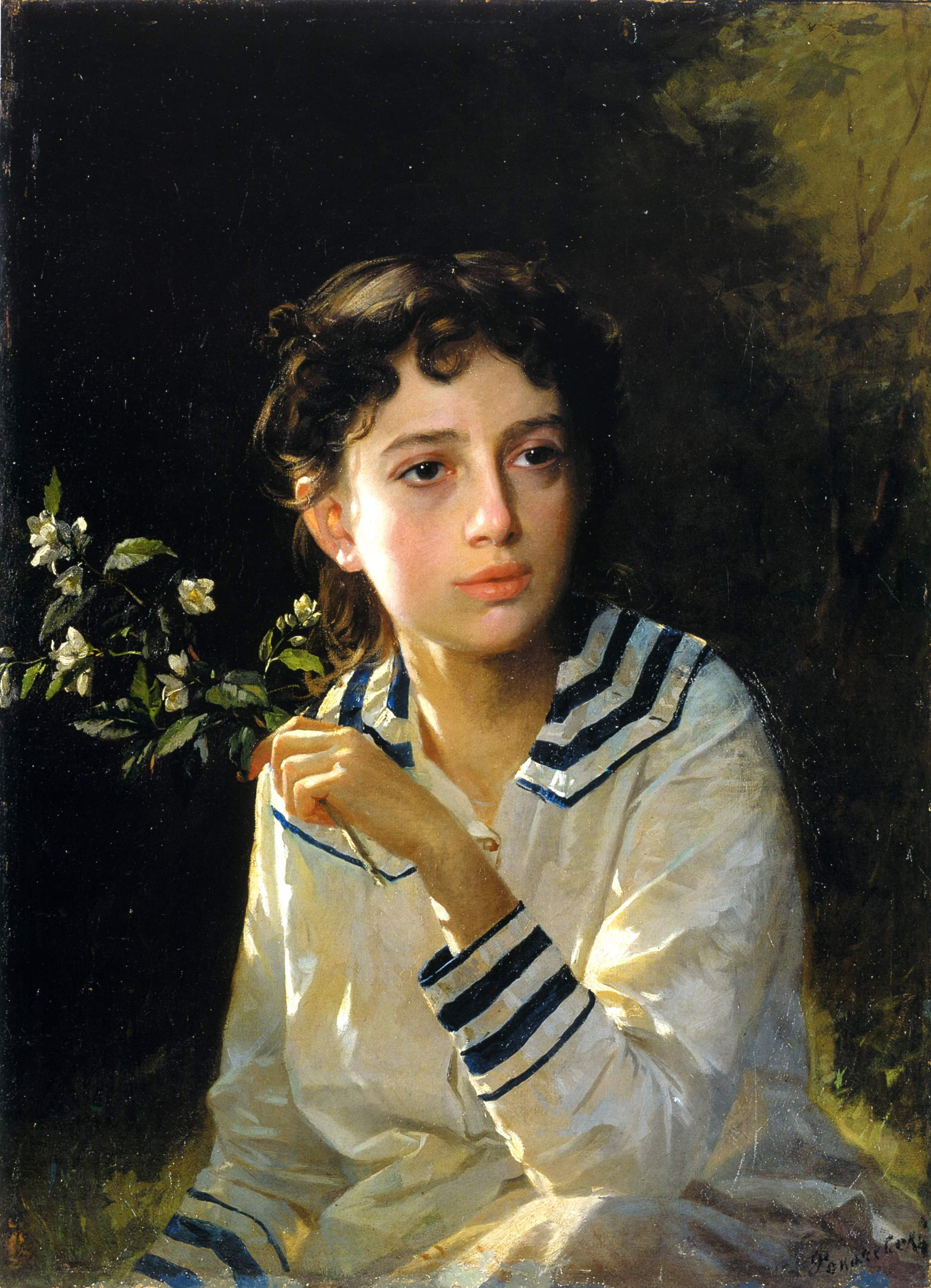
Портрет дочери-подростка. 1860
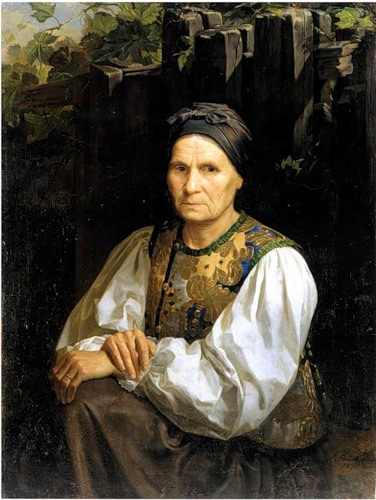
Портрет пожилой крестьянки. 1860
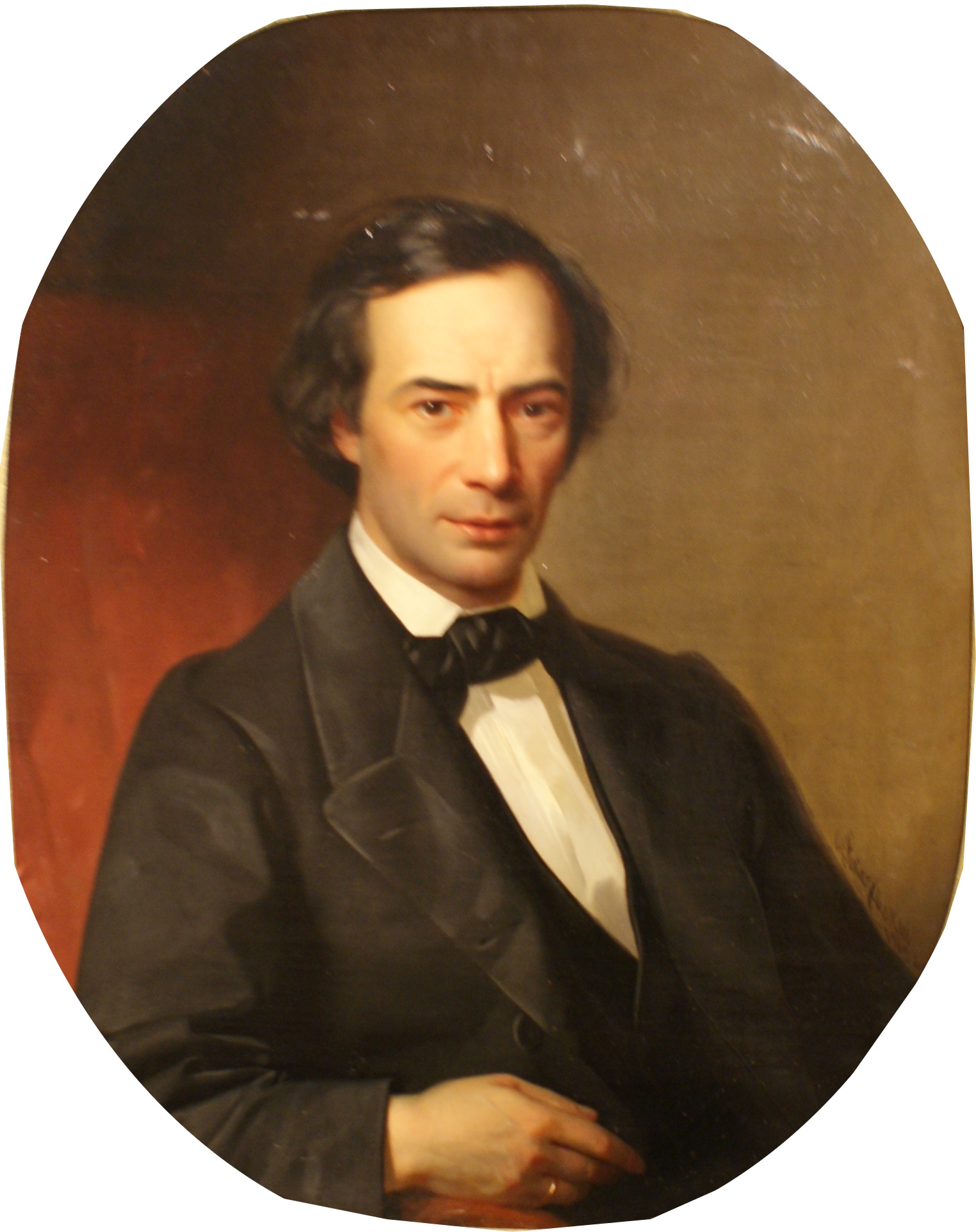
Мужской портрет. 1862
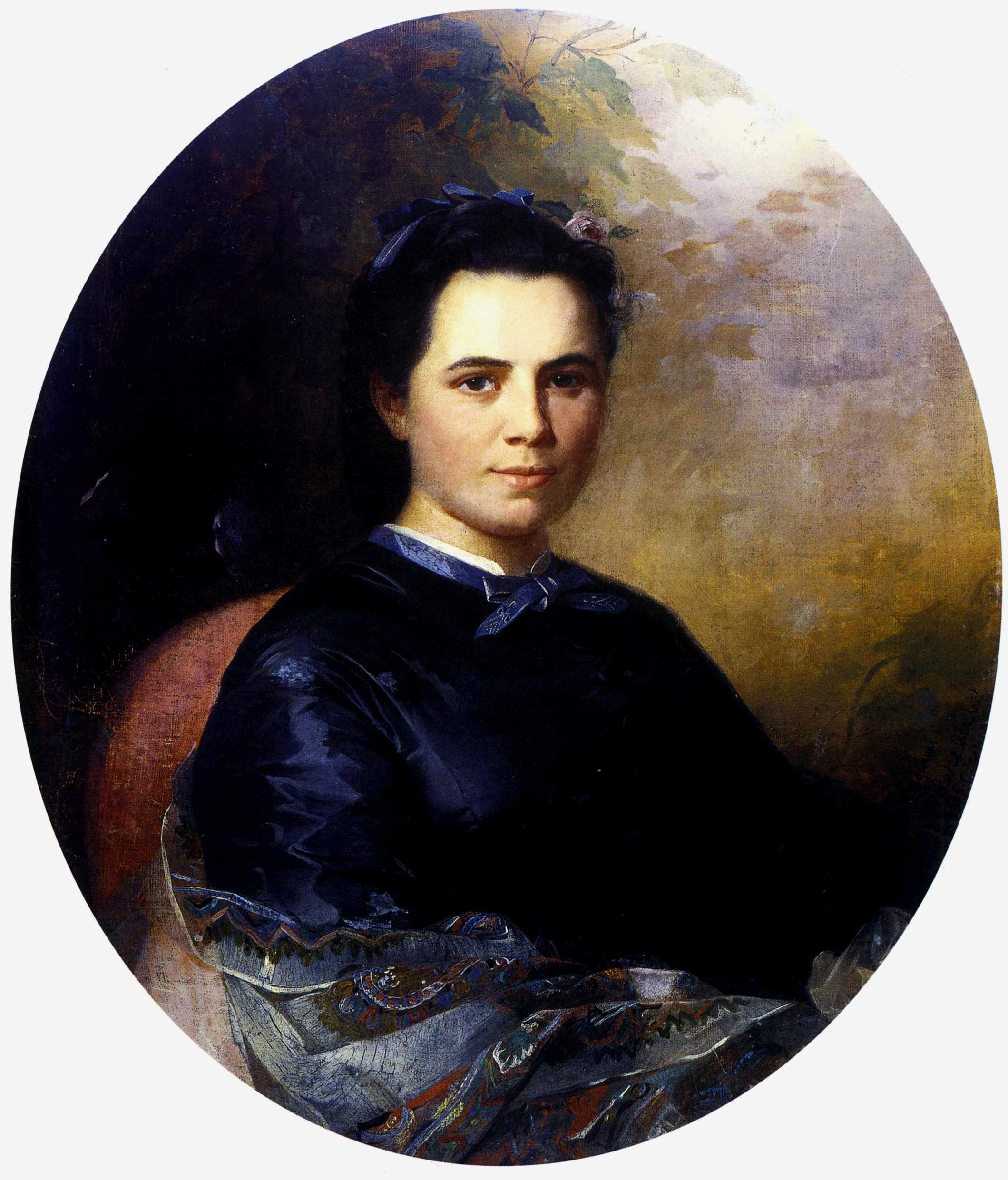
Женский портрет. 1865
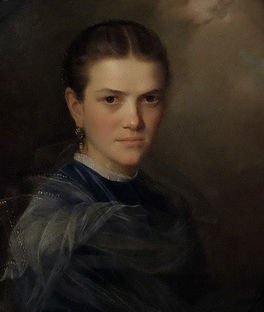
Портрет И. И. Микешиной. 1869
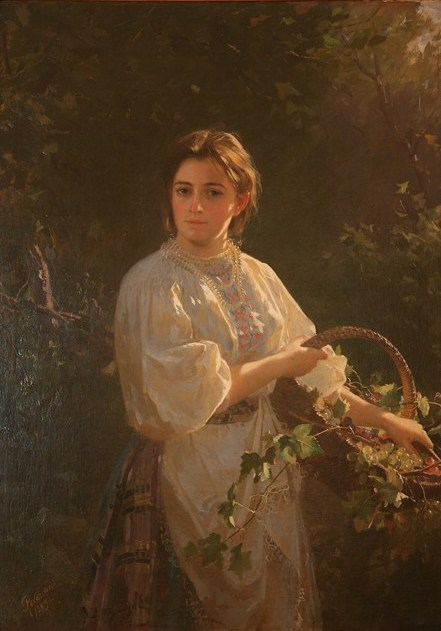
В своём саду. 1889